# Villamanta
Villamanta ist eine zentralspanische Gemeinde (municipio) mit 2.823 Einwohnern (Stand: 2024) im Westen der Autonomen Gemeinschaft Madrid. Zur Gemeinde gehören auch die Ortschaften Jirfa, La Malpuesta und Los Olivos.

## Lage
Villamanta liegt im Westen der Gemeinschaft Madrid ca. 50 km westsüdwestlich von Madrid. 

## Bevölkerungsentwicklung
| 1930 | 1950 | 1970 | 1981 | 1991 | 2001 | 2011 | 2021 |
| ---- | ---- | ---- | ---- | ---- | ---- | ---- | ---- |
| 891  | 824  | 1014 | 959  | 1205 | 1846 | 2524 | 2643 |

## Sehenswürdigkeiten

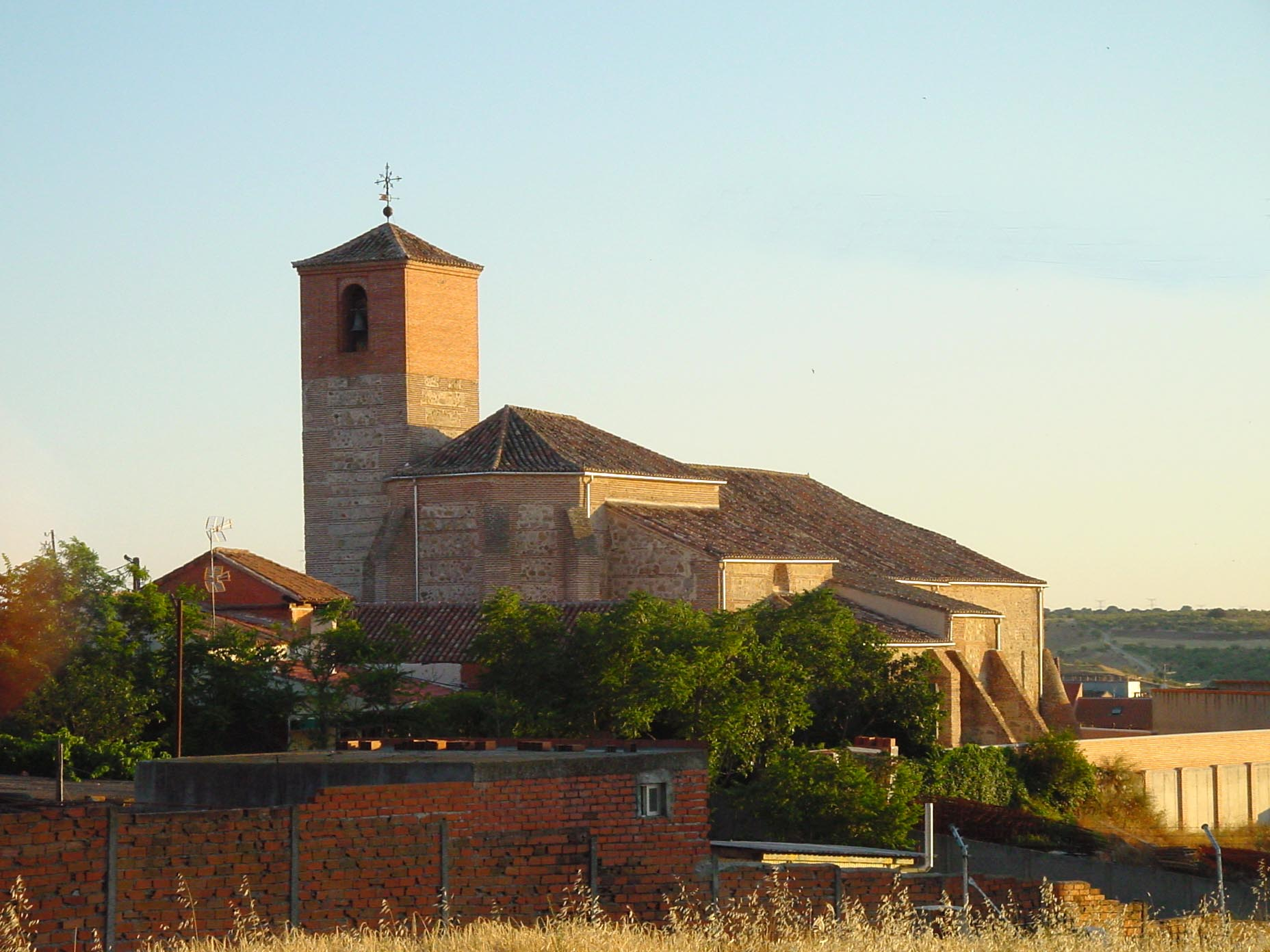
Kirche Santa Catalina
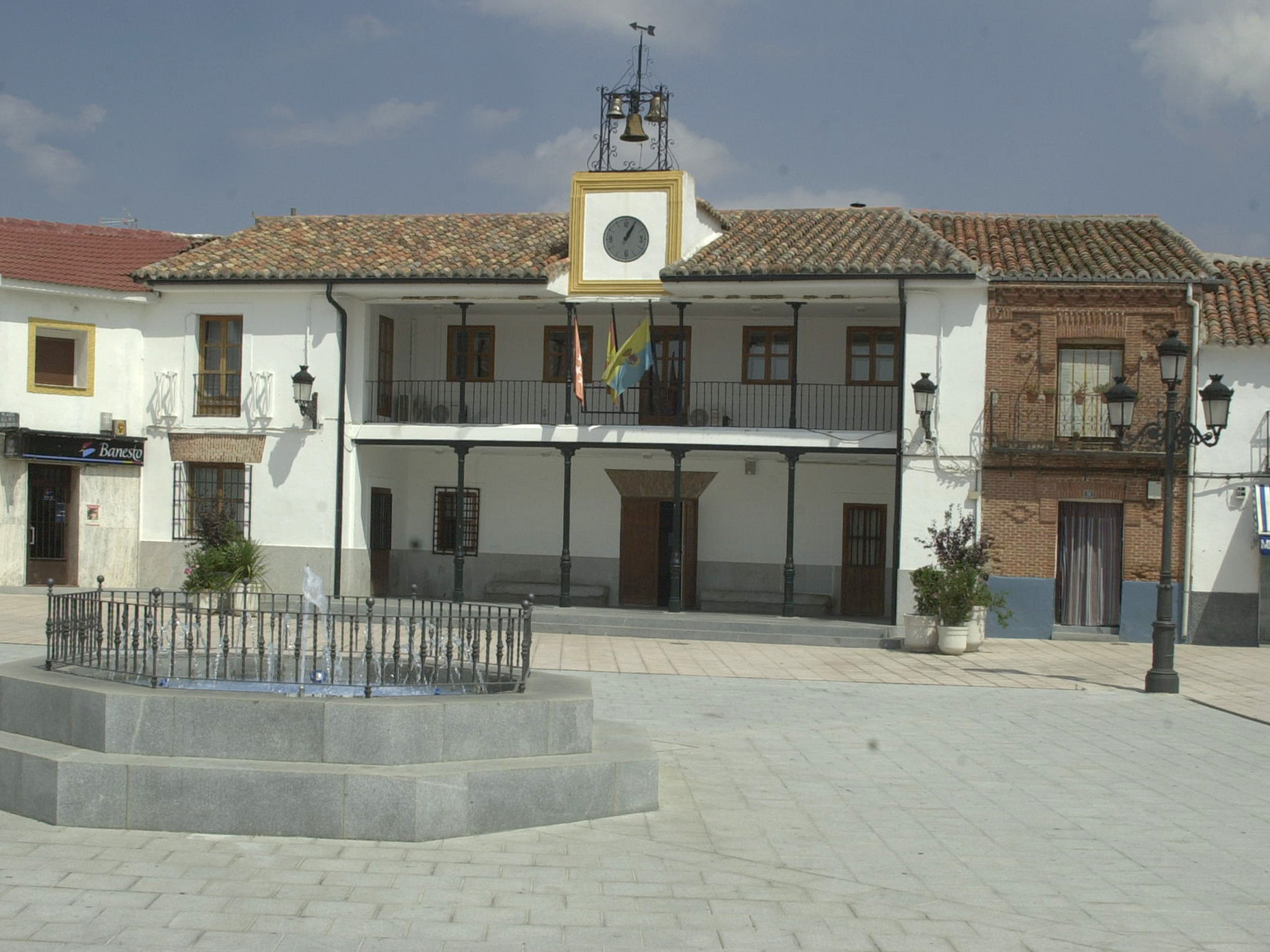
Rathaus

- Kirche Santa Catalina
- Rathaus